# Oui mais... non
Oui mais... non è il primo singolo del album Bleu noir della cantante francese Mylène Farmer, pubblicato il 27 settembre 2010 dall'etichetta discografica Polydor. La versione in disco e in vinile del singolo è stata pubblicata il 29 novembre dello stesso anno.
Prodotto da RedOne, il singolo rappresenta una rivoluzione dal punto di vista musicale per la cantante francese, attraverso un sound elettro-moderno che anticipa un album (Bleu noir) che per la prima volta vede la partecipazione di molti produttori, e non dello storico Laurent Boutonnat.
Il videoclip viene realizzato dal regista Chris Sweeney, che riprende una Mylène fetish circondata da ballerini e ballerine con stravaganti parrucche che improvvisano una danza contemporanea che sembra venerare questa "Mylène-dea". Il videoclip ricorda vagamente quello di Bad Romance di Lady Gaga e anche il videoclip di Björk All is full of love.

## Tracce
Promo - CD-Single (Polydor - (UMG)
1. Oui mais... non (Single version) - 4:19
2. Oui mais... non (Chorus version) - 4:19
3. Oui mais oui... (Tomer G club remix) - 6:17
4. Non mais oui... (Jeremy Hills club remix) - 5:57
5. Non mais oui... (Jeremy Hills club remix) - 3:41
6. Oui mais... non (Jérémy Hills dub remix) 5:55
7. Oui mais... (Klaas club mix edit) 5:49
8. Oui mais... (Klaas extended dub mix) 5:40
9. Mais non... (Chew Fu reFix) 6:21
10. Mais non... (Chew Fu ReFix cut) 3:57
11. Oui mais... non (Guéna LG Glam As You club mix) - 8:00
12. Oui mais... non (Guéna LG Glam As You radio mix) - 3:50

## Classifiche
| Classifica (2010) | Posizione raggiunta |
| ----------------- | ------------------- |
| Francia           | 1                   |
| Belgio (Vallonia) | 2                   |
| Svizzera          | 54                  |
| Russia            | 8                   |

## Lista di artisti che hanno cantato una cover del brano
- Alizée e Christophe Willem (2013)